# Občice
Občice (nemško: Krapflern) so naselje v Občini Dolenjske Toplice.
Občice ležijo v Črmošnjiško-Poljanski dolini, ki je bila najvzhodnejši del kočevarskega jezikovnega otoka, iz katerega se je leta 1941 večina nemško govorečih Kočevarjev izselila.
Med drugo svetovno vojno so bile Občice tako kot cela Kočevska pod italijansko okupacijo. Tako kot v sosedni vasi Kočevske Poljane se je nekaj kočevarskih družin uprlo izselitvi leta 1941 in podpiralo Osvobodilno fronto. Zato je nekaj Kočevarjev v teh krajih ostalo, kočevsko narečje pa je - tudi zaradi prepovedi po drugi svetovni vojni - skoraj izumrlo.
Od leta 1998 se nahaja v Občicah kulturni center Kočevarjev, ki je hkrati sedež Društva Kočevarjev staroselcev.